# Panemeria tenuvittata
Panemeria tenuvittata là một loài bướm đêm trong họ Noctuidae.